# Каваду (субрегион)
 Ка́ваду (порт. Cávado; /ˈkavɐdu/) — экономико-статистический субрегион в Северном регионе Португалии. Включает в себя 6 муниципалитетов округа Брага.
Территория — 1198 км². Население — 393 064 человек.

## География
Регион граничит:
- на севере — субрегион Минью-Лима
- на востоке — субрегион Алту-Траз-уш-Монтеш
- на юге — субрегионы Аве, Большой Порту
- на западе — Атлантический океан

## Муниципалитеты
Субрегион включает в себя 6 муниципалитетов:

### Муниципалитеты округа Брага
- Амареш
- Барселуш
- Брага
- Вила-Верде
- Терраш-де-Бору
- Эшпозенде

## Крупнейшие города
- Брага — 173,9 тыс. жителей
- Барселуш — 20,6 тыс. жителей
- Эшпозенде — 9,1 тыс. жителей